# Stoned Love
Stoned Love è un singolo del gruppo vocale femminile statunitense The Supremes, pubblicato nel 1970 dalla Motown ed inserito nell'album New Ways but Love Stays.

## Tracce
- 7"

1. Stoned Love
2. Shine On Me

## Formazione
- Jean Terrell - voce, cori
- Mary Wilson - cori
- Cindy Birdsong - cori
- The Funk Brothers - gruppo